# Заново рождённый
«Заново рождённый» (англ. «Born Again») — двадцать второй эпизод первого сезона сериала «Секретные материалы», главные герои которого — специальные агенты ФБР Фокс Малдер (Дэвид Духовны) и Дана Скалли (Джиллиан Андерсон) расследуют сложно поддающиеся научному объяснению преступления, называемые «Секретными материалами». 
В данном эпизоде Малдер и Скалли расследуют гибель детектива, который был выброшен с третьего этажа полицейского участка в Буффало, выясняя, что привидение убитого полицейского мстит своим бывшим коллегам. Эпизод принадлежит к типу «монстр недели» и не связан с основной «мифологией сериала», заданной в пилотной серии.
Премьера эпизода состоялась 29 апреля 1994 на телеканале FOX. От критиков серия получила смешанные отзывы, тогда как некоторые члены съёмочной группы придерживались строго отрицательных оценок. Сценарист Говард Гордон посчитал сюжет неоригинальным, а Дэвид Духовны вообще назвал серию «отвратительной».

## Сюжет
В Буффало (штат Нью-Йорк) детектив полиции Шэрон Лазард находит в переулке маленькую потерявшуюся девочку, Мишель Бишоп. Лазард отводит девочку в полицейский участок и оставляет, чтобы её коллега, детектив Руди Барбала, выяснил, где Мишель живёт. Почти сразу после того, как Лазард выходит из комнаты, Барбала разбивается насмерть, будучи выброшенным из окна.
Через своего брата-полицейского в Балтиморе, который знал о Малдере и Скалли по делу о Тумсе, Лазард выходит на агентов. По её словам, Мишель утверждает, что в момент убийства детектива в комнате был ещё один человек. При попытке создать со слов Мишель компьютерный фоторобот предполагаемого нападавшего, компьютер внезапно сам формирует лицо подозреваемого, которое походит на лицо детектива Чарли Морриса, умершего 9-ю годами ранее в результате заказного убийства. Малдер говорит с психотерапевтом Мишель, доктором Браун, которая рассказывает, что во время их занятий девочка всегда уродует кукол одним и тем же образом, отрывая им левую руку и выкалывая правый глаз. Из дела об убийстве Морриса агенты узнают, что эти повреждения схожи с обстоятельствами его смерти.
Агенты допрашивают бывшего напарника Морриса Тони Фиоре, который списывает смерть Морриса на месть триад за произведённый полицией арест партии наркотиков. Позже Фиоре встречается со страховым агентом Леоном Фелдером; они обсуждают возможность изъятия большой суммы денег из депозитной ячейки, хотя ещё и не выждали 10 лет, как первоначально намеревались. Из разговора выясняется, что Фиоре, Фелдер и Барбала украли деньги преступников во время полицейской облавы и сами убили Морриса, когда тот пригрозил разоблачить их в воровстве. Вечером Фелдер выходит из автобуса, но его шарф застревает в двери и обматывается вокруг поручня. Внезапно автобус ускоряется, несмотря на попытки водителя остановить его, и Фелдер, не выдержав длительного бега, погибает от удушья. За его смертью из салона автобуса наблюдает Мишель.
Дальнейшее расследование Малдера и Скалли выявляет, что Фиоре, Барбала, Фелдер и Моррис в прошлом работали вместе, хотя Фиоре утверждал, что не знал Барбалу лично. Агенты также обнаруживают, что жена Фиоре, Анита, в прошлом была женой Чарли Морриса и до сих хранит его коллекцию фигурок оригами, которые очень похожи на те, что Малдер и Скалли видели в доме Мишель. Взволнованная Анита рассказывает Малдеру и Скалли, что Фиоре не вернулся домой прошлой ночью. Кроме того, агенты обнаруживают пропажу документов из дела о смерти Морриса, а Фиоре оказывается последним, кто проверял это дело.
Мишель подвергается сеансу регрессивного гипноза, на котором она утверждает, что ей 24 года. Внезапно она начинает кричать, что кто-то пытается убить её, и сеанс заканчивается. Малдер пересматривает запись сеанса и обнаруживает на плёнке коротенький кусок со статическими помехами. Очистив кадр в лаборатории при помощи экспертов, Малдер видит изображение человека в водолазном скафандре. Тем временем Скалли находит данные вскрытия Морриса, которые показывают, что он захлебнулся в солёной воде. Агенты понимают, что Моррис был утоплен в собственном морском аквариуме, который теперь установлен в доме Фиоре, а декоративная фигурка водолаза на дне – это последнее, что видел Моррис перед смертью.
Фиоре возвращается домой с сумкой, полной денег, и поспешно собирается, чтобы уехать с женой, не зная, что Мишель уже прячется в его доме. Увидев девочку, Фиоре уговаривает её пощадить его, разговаривая с ней как со своим старым напарником, но Мишель силой мысли кидает ему в глаз острую кочергу. Малдер и Скалли врываются в дом и также пытаются отговорить Мишель от совершения убийства, в то время как Фиоре признаётся наконец Аните, что он, Барбала и Фелдер убили Морриса. Анита уговаривает Мишель не убивать Фиоре, и та лишь разбивает аквариум, где был утоплен Моррис. Позже закадровый голос Малдера повествует, что Фиоре признал себя виновным в убийстве Морриса и хищении в крупном размере и теперь ожидает суда, тогда как Мишель стала нормальной маленькой девочкой.

## Эфир и отзывы
Я думаю, режиссура была довольно небрежной, но это один из тех эпизодов, которые более приближены к реальности, и это мне в нём нравится. Там есть хороший сюжетный поворот: мужчина женится на жене человека, которого он убил. Там были кое-какие хорошие спецэффекты. Просто этот эпизод – не из моих любимых. "
«Заново рождённый» вышел в эфир на телеканале FOX 22 апреля 1994 года. По шкале Нильсена эпизод получил рейтинг в 8,2 балла с 14-процентной долей, означающий, что из всех телевизоров в домохозяйствах США 8,2 процента работали в вечер премьеры, и 14 процентов из этого числа были настроены на просмотр «Секретных материалов». Общее количество американских домохозяйств, видевших премьерный показ, оценивается в 7,7 миллиона.
Сценарист Говард Гордон был разочарован эпизодом, так как счёл его очень похожим на эпизод «Тени». Гордон также сказал, что серия слишком уходит в сторону «шоу о полицейских», а съёмки не были выполнены качественно «по всем фронтам». Дэвид Духовны был более категоричен, назвав эпизод «отвратительным», несмотря на присутствие его пассии Мэгги Уиллер в гостевой роли. Создатель сериала Крис Картер охарактеризовал режиссуру как «довольно небрежную», но к положительным качествам причислил относительную близость сюжета к реальности.
В ретроспективном обзоре первого сезона Entertainment Weekly присвоил «Заново рождённому» оценку «B-» (три балла из четырёх), охарактеризовав эпизод как «увлекательный, но, в итоге, просто годный». Отдельной похвалы удостоилась Андреа Либман, чьё исполнение роли Мишель было названо «воодушевляющим». Зак Хэндлен в статье для The A.V. Club отрицательно отозвался об эпизоде, найдя его сюжет слишком похожим на сюжеты ранних эпизодов «Ева» и «Тени». Однако изображение фигурки водолаза он посчитал ярким моментом серии, назвав его «классным сочетанием сложной науки и необъяснимого» . Мэтт Хэй в обзоре для сайта Den of Geek, напротив, положительно отозвался об эпизоде, особенно отметив актёрскую игру Либман. Он также провёл параллели с «Тенями», но заключил, что «Заново рождённый» был лучшим эпизодом из этих двух.